# Rui Pereira (jornalista)
Rui Pereira (Sines, 1963) é um jornalista e professor universitário português. Estudou Comunicação Social na Universidade Nova de Lisboa e trabalhou na Revista do Trabalho, nos jornais O Diário, Europeu e Expresso e na estação de rádio TSF. Publicou os livros Dossier Miséria e Fome em Portugal (1983) e Euskadi - A Guerra Desconhecida dos Bascos (2000).